# Reformierte Kirche Reinach
Reformierte Kirche Reinach är en kyrkobyggnad som ligger i orten Reinach i kantonen Aargau, Schweiz.

## Kyrkobyggnaden
Reformierte Kirche Reinach är traktens första reformerta kyrkobyggnad och den invigdes sommaren år 1529. Kyrkan består av ett långhus med kor och kyrktorn i öster. Vid långhusets västra kortsida finns ett lägre vapenhus med ingångar från norr och söder. År 1664 genomfördes en reparation för att förhindra en kollaps och kyrktornet gjordes högre. År 1776 förlängdes långhuset bakåt. År 1905 tillkom nuvarande vapenhus och tornet fick sin nuvarande lökkupol.

## Inventarier
- Orgeln tillkom år 1966 och renoverades år 2002.
- Predikstol och nattvardsbord är enkla konstruktioner av trä.
- Dopfunten står på en smal stenpelare.